# Josef Huber
Josef Huber (23. července 1935, Oberkirch–Ringelbach – 9. listopadu 2018, Bad Hersfeld) byl německý římskokatolický duchovní, kanonista a právní romanista.
Kněžské svěcení přijal roku 1961 v Mohuči.
V letech 1992–2010 působil u Apoštolského tribunálu Římské Roty.